# Monte Maya
Il Monte Maya (摩耶?, Maya-san), alto 698.6 metri, fa parte del complesso montuoso del Rokkō-san, nella prefettura di Hyōgo, Giappone.

## Storia
La storia del monte Maya è legata al tempio noto come Tenjō-ji, ivi costruito per volontà del monaco Hōdō nel 646. Nell'ottavo secolo il monaco Kobo mise nel tempio una statua di Maya, la madre naturale di Siddhārtha Gautama, al quale lo dedicò. Da tale evento deriva il nome della montagna.
Il tempio, che era posto quasi in cima al monte fu incendiato nel 1975 e ricostruito a nord della posizione originaria.